# Мюнхенска литературна награда
„Мюнхенската литературна награда“ (на немски: Literaturpreis der Landeshauptstadt München) е учредена през 1928 г. от литературния съвет на град Мюнхен по инициатива на Томас Ман.
Първоначално наградата се присъжда на всеки две години, а от 1999 г. – на три години. Паричната премия възлиза на 10 000 €.
Отличието е оценка за „изключително по стил и съдържание цялостно литературно творчество“. При това лауреатите „трябва да произлизат от района на Мюнхен или да са тясно свързани с Мюнхен като място на техния произход или тяхното творчество“.

## Носители на наградата (подбор)
- Ерих Кестнер (1955)
- Лион Фойхтвангер (1957)
- Танкред Дорст (1964)
- Ролф Хохут (1980)
- Уве Тим (1989)
- Карл Амери (1991)
- Герт Хофман (1993)
- Херман Ленц (1995)
- Гюнтер Хербургер (1997)
- Ернст Аугустин (1999)
- Уве Тим (2002)
- Мирям Преслер (2017)